# Abras de Mantequilla
Abras de Mantequilla es un humedal ubicado en la cuenca alta del
río Guayas, región costera del Ecuador, en el sector centro occidental de la provincia de Los Ríos, comprendiendo los cantones Vinces, Baba y Puebloviejo.
El 14 de marzo de 2000 fue declarado como sitio Ramsar, cuya administración la ejerce la municipalidad de Vinces, cabecera del cantón homónimo. Fue designado en 2005 como área de importancia para la conservación de las aves (AICA) con los criterios A1 y A2.

## Características
Las abras de Mantequilla ocupan una superficie de 22 500 ha a una altitud de 30 a 60 m s. n. m.. 
Es un conjunto de abras o lagunas estacionales y permanentes, en el que las principales son Central, Mantequilla, Cimarrón, El Garzal, San Juan, El Abanico y Mapancillo, que tienen la función de mitigar los altos volúmenes de agua recibidos por el desbordamiento de los ríos Vinces, Quevedo y Puebloviejo. Las lagunas son alimentadas por aguas de precipitación pluvial y de las aportadas por ríos -como el río Nuevo, principal afluente- y esteros, entre ellos El Tigre, El Floral, El Lagarto, Cacagual y Los Cerros, que también son de origen pluvial. En la época de mayor inundación puede llegar a contener hasta cincuenta millones de metros cúbicos de agua. En los alrededores hay aproximadamente ochenta poblaciones rurales que se abastecen de agua del humedal.
Propiedad
El área es un área protegida comunitaria (APC) constituida por propiedades privadas -de entre 10 y 15 hectáreas cada una en promedio-, por lo cual no se podía incluir en el PANE (Patrimonio de Áreas Naturales del Estado, también conocido como SNAP) que solo contemplaba propiedades públicas. Sin embargo el nuevo SNAP (Sistema Nacional de Áreas Protegidas ampliado), articulado en el «Plan Estratégico para el período 2007-2016», incluye como subsistemas al PANE (propiedades públicas), las APPRI (áreas protegidas privadas), las APC (áreas protegidas comunitarias) y las APG (áreas protegidas regionales).
Límites
Limita al oeste con la carretera de segundo orden Vinces - Mocache; al este con la carretera San Juan – Puebloviejo – Ventanas; al norte con los recintos El Sapote, Los Cedros y Puerto Pechiche; y al sur con los recintos Las Carmelitas, Cinco de Mayo, La Unión y Guacheme.

## Ecorregión

Fotografía del humedal

Se encuentra en la ecozona del neotrópico, y dentro de ella, en la ecorregión bosque seco tropical y subtropical de hoja ancha (o bosque seco tropical), que tiene la influencia del Chocó en el norte y del bosque seco ecuatorial (o región Tumbesina) en el sur.

### Clima
La temperatura promedio anual es de 25 °C. La humedad promedio es de 82 % con máximas coincidentes con los meses más cálidos. La precipitación anual es de 1260 mm.

### Biodiversidad
La variedad del fitoplancton presente en las lagunas comprende unas cien especies, con predominio de las diatomeas, con una densidad de 93 %, y especies de las clases Chlorophyceae y Euglenophyceae. En el ictioplancton -constituido por huevos, prelarvas y larvas de peces- hay presencia de organismos de las familias Characidae y Cichlidae principalmente.

#### Flora
El área circundante alberga ecosistemas de selva tropical de tierras bajas, sabanas y bosque inundable estacional, con más de setecientas especies de plantas vasculares emergentes, de dosel arbóreo y lianas. El bosque circundante es caducifolio representado por árboles como mezquite o algarrobo, sapote (Capparis angulata) y capulín. Específicamente en abras de Mantequilla hay unas 57 especies, entre ellas, el ceibo lanoso (Pachira trinitensis), el guayabo de monte (Eugenia pustulescens) -casi amenazada-, amarillo de Guayaquil (Centrolobium ochroxylum), Fernansánchez, y el guásimo. 
En las lagunas hay especies de hidrófitas como Ludwigia inclinata y lechugín o camalote, que se agrupan en grandes masas, llamadas localmente «chanchas» o «camadas», constituyéndose en hábitat de gran cantidad de peces que encuentran allí alimento y protección de los depredadores.

#### Fauna
Peces
En peces adultos se ha encontrado especies de nayón o dica, guaija zumba, ratón (Leporinus ecuadoriensis), sábalo o dama, vieja, vieja azul o terror verde, bocachico, barbudo o bagre (Rhamdia cinerascens) y guanchiche.
Mamíferos
Entre los mamíferos se encuentran lobitos de río, perezosos de dos dedos, tayras, armadillos de nueve bandas, venados grises, tamanduás u osos hormigueros, hormigueros pigmeos y monos aulladores negros.
Aves
El humedal alberga unas 127 especies, incluyendo los bosques circundantes, además de veinte especies acuáticas congregatorias. 
Algunas de ellas son la cotorrita celestial, la tortolita ecuatoriana, la subespecie de columbinas Columbina minuta amazilia, el mirlo ecuatoriano, el chimbito carmesí, la urraquita coliblanca, el copetón coronitiznado o copetón tiznado, la reinita gris y dorada, la pecholuna elegante (Melanopareia elegans), la cerceta azul o pato media luna, el atajacaminos común, el águila pescadora, 
la perdiz de ceja pálida (casi amenazada), el colibrí abejorro (Chaetocercus bombus) (vulnerable), mosquero real del Pacífico (vulnerable), el gavilán dorsigris, el periquito macareño y el cabezón pizarra, estas tres últimas clasificadas como en peligro.

## Amenazas
En los alrededores del humedal hay una gran densidad de población, con zonas agropecuarias y arrozales. La extracción de agua del humedal con fines agropecuarios, la contaminación y las zonas utilizadas para el cultivo de arroz, son las principales amenazas. Se ha introducido la especie tilapias que representa un riesgo para la fauna acuática local. Otros riesgos están dados por la deforestación debida a la utilización del suelo para pastoreo del ganado, para cultivos de maíz y frutales, la tala de vegetación para obtención de leña, el uso extensivo de pesticidas y fertilizantes y la acumulación y quema de residuos agrícolas.

## Mancomunidad Abras de Mantequilla
En 2008 las municipalidades de los cantones Baba, Puebloviejo y Vinces se organizaron para formar una mancomunidad con el fin de afrontar los problemas que conciernen al humedal. En 2010 se incluyeron más municipios al proyecto (Ventanas, Mocache, Urdaneta, Quinsaloma y Palenque), conformando la «Mancomunidad de Municipalidades para el Manejo Sustentable del Humedal Abras de Mantequilla».
La Escuela Superior Politécnica del Litoral (ESPOL), como socio del proyecto WeTwin -cuyo objetivo es mejorar la función de los humedales en la gestión integrada de recursos hídricos-, estableció un convenio con la mancomunidad para llevar a cabo un proceso participativo para la planificación del uso del suelo.